# Зарайский кремль
Зара́йский кремль — крепость в историческом центре Зарайска, главный общественно-политический и историко-художественный комплекс города. Объект культурного наследия федерального значения. На территории кремля действует Государственный музей-заповедник «Зарайский кремль». В отличие от распространённого убеждения, Зарайский кремль не самый маленький из русских кремлей, дошедших до нашего времени, поскольку превосходит по размерам Верхотурский кремль. 

## История
Каменный кремль был возведён на правом берегу реки Осетра по указу великого князя московского Василия III в 1528—1531 годах. Он стал одним из опорных пунктов для защиты южных рубежей Русского государства, подвергавшихся частым разорительным набегам крымских татар. Непосредственным поводом для постройки кремля стал разгром отряда царевича Ислама, пытавшегося переправиться через Оку и взятого в плен у церкви св. Николы Зарайского. Эти военные действия показали важное стратегическое значение села, в котором располагалась церковь. В 1528 году деревянный Никольский храм был заменён каменным, и новая крепость стала называться город Николы Заразского на Осетре.
С 1532 года в кремле был гарнизон. Уже в 1533 году кремль подвергся первому нападению казанских татар. Во время Крымского похода на Русь 1541 года кремль был осаждён ханом Сахибом I Гиреем, который не смог взять город и был разбит воеводой Назаром Глебовым. Нападения крымцев на город совершались также в 1544, 1570, 1573, 1591 годах. Крымские татары неоднократно терпели неудачи у стен Зарайска, который на протяжении нескольких столетий оставался для них неприступным.
Во время Смуты, город на короткое время находился под властью сторонников Ивана Болотникова, а в 1608 году накануне Зарайской битвы был захвачен Александром Лисовским. После его изгнания воеводой Зарайска в 1610 году был назначен князь Дмитрий Пожарский, который обеспечил «Зарайского города крепкое стоятельство» против сторонников как Лжедмитрия II, так и польского королевича Владислава. В 1618 году точно так же крепко отбивался в Зарайском кремле от запорожских казаков гетмана Сагайдачного воевода Василий Коробьин.
Во второй половине XVII века враги более не появлялись под стенами Зарайска, однако крепость поддерживалась в хорошем состоянии и регулярно ремонтировалась. В XVIII веке Зарайск окончательно утратил военное значение и кремль начал ветшать. Лишь в XIX веке в связи с изменением отношения к памятникам старины древний Зарайский кремль стал главной городской достопримечательностью и начал ремонтироваться за счёт общественных пожертвований и Зарайской городской управы. Капитальный ремонт был проведён в 1926 году, реставрационные работы велись также в 1950-х годах.

## Характеристики

### Расположение
Зарайский кремль расположился на плато при слиянии речки Монастырки с Осетром. Глубокий овраг Монастырки у её впадения в Осётр создавал с юга труднопреодолимое препятствие для неприятеля. Река Осётр с крупными берегами ограждала город с запада и северо-запада. Наиболее уязвимиыми были северная и северо-восточная сторона, не защищённые природными преградами.

### Стены

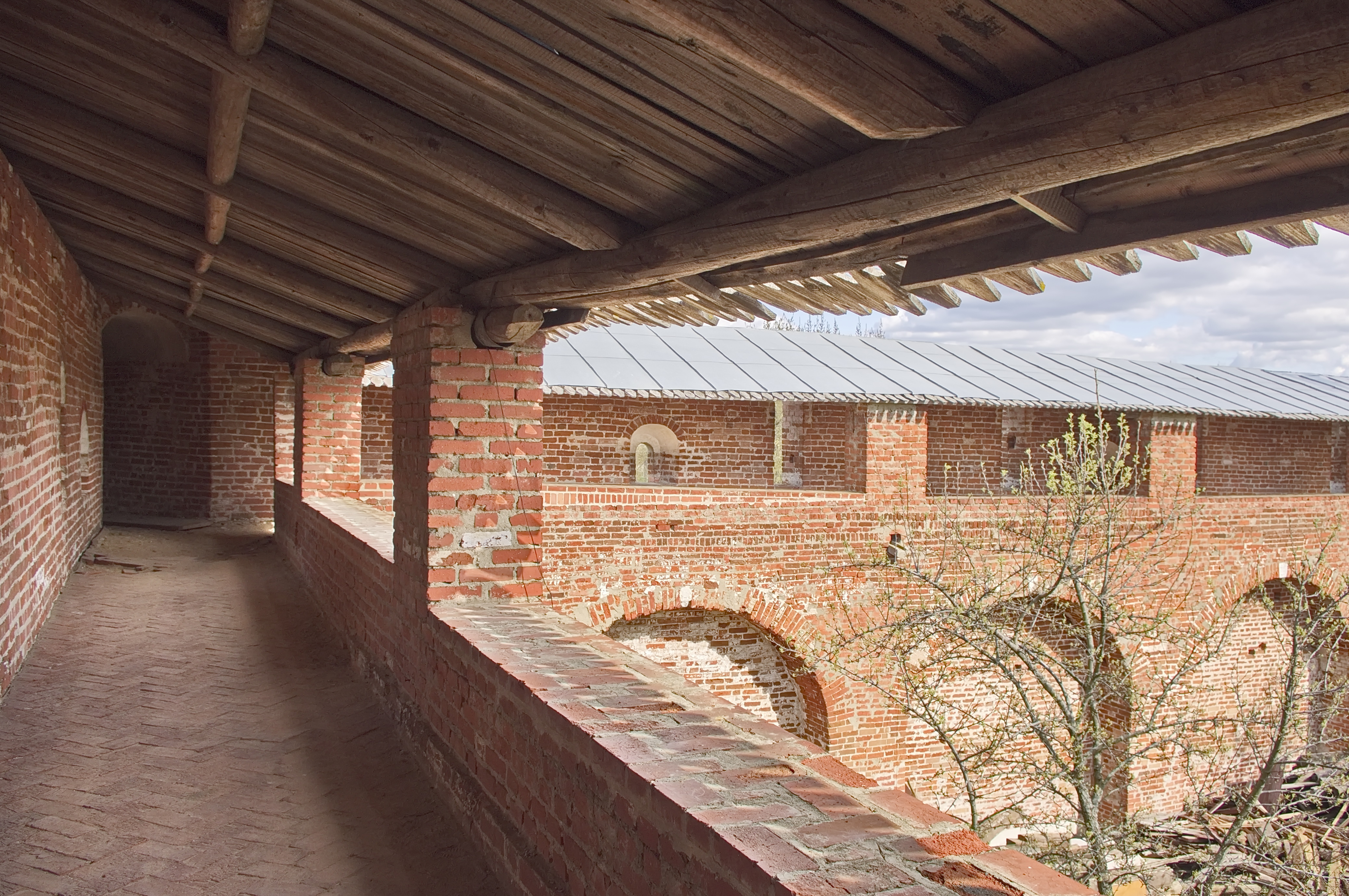
Боевой ход в северо-восточной части кремля

Зарайский кремль — одна из немногих русских регулярных крепостей XVI века — имеет в плане форму прямоугольника со сторонами 125 и 185 метров. Периметр его стен достигает 620 м, толщина — 3, высота — около 9 м. Общая площадь составляет 2,3 га. Кремль возведён по канонам итальянской замковой архитектуры и приспособлен для ведения кругового боя с применением артиллерии.
Крепостные стены сложены и башни сложены из кирпича и с внешней стороны облицованы белым камнем на две трети высоты стен и три пятых высоты башен. Аналогичный характер кладки кирпича, высокий белокаменный цоколь, зубцы, отделённые от остальный части стен и башен полукруглым валиком, присутствует также на стенах Нижегородского, Тульского и Коломенского кремлей. Всё это говорит о единой северо-итальянской строительной традиции и указывает на участие архитекторов этой школы в возведении Зарайской крепости. Стены кремля имеют наклонный цоколь и два яруса боя, машикули на стенах и башнях отсутствуют. Южная и восточная стены завершаются уникальными трёхрогими зубцами, характерными для крепостей Ордена госпитальеров на острове Родос, поскольку итальянский архитектор, вероятно, был знаком с архитектурой тех мест.

### Башни

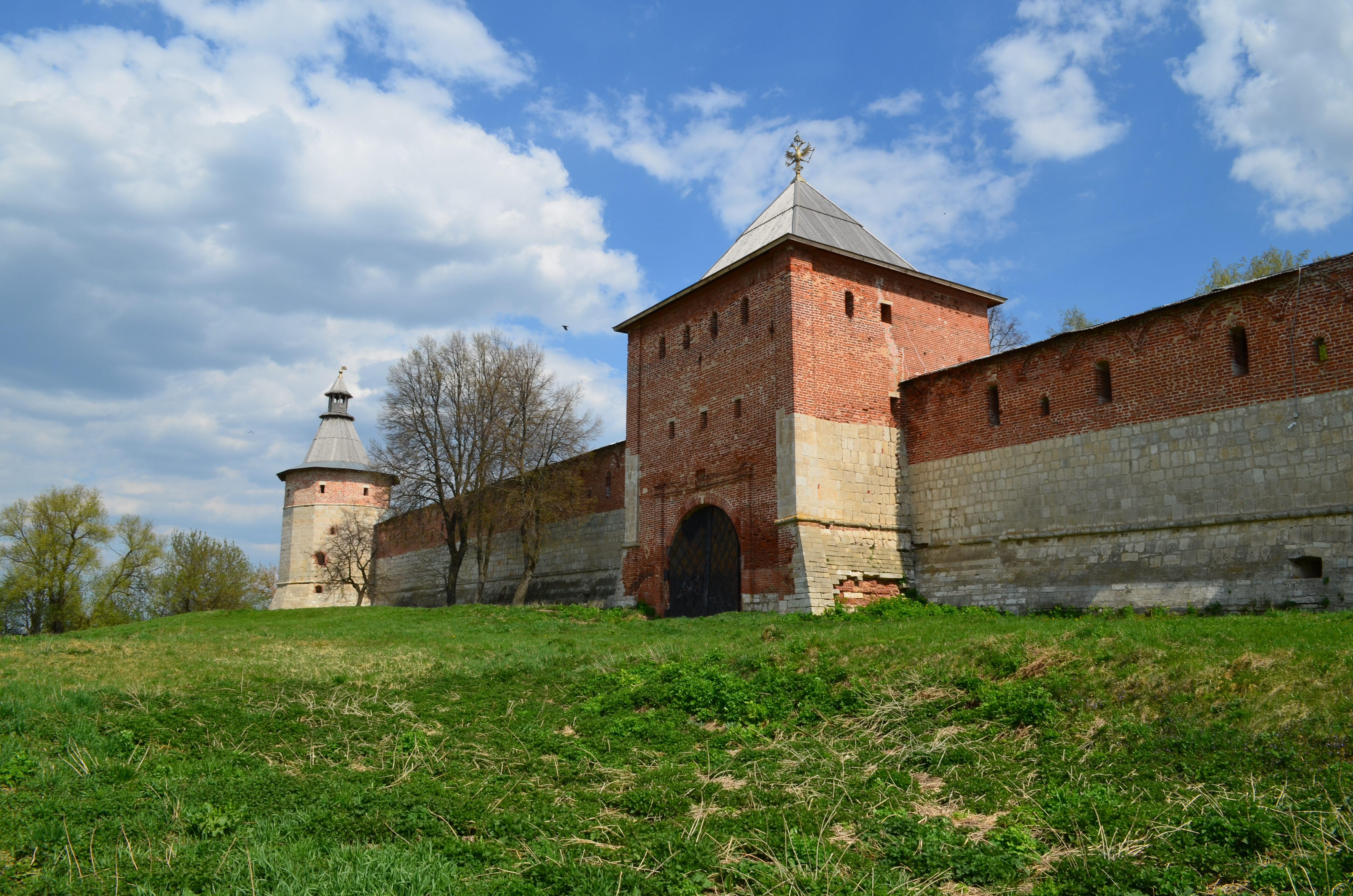
Караульная и Егорьевская башни

Зарайский кремль имеет семь башен, в том числе три прямоугольные проездные башни, сильно выступающие за пределы крепости: главная северная — Никольская, западная — Егорьевская (Богоявленская), южная — Спасская. Все ворота были снабжены герсами. Никольская башня имела отводную стрельницу. Гораздо позже, в 1789 году, для лучшего сообщения с городом в восточной стене были пробиты Троицкие ворота. На углах поставлены четыре глухие двенадцатигранные башни: северо-восточная Казённая (в ней хранились оружие, порох и боеприпасы), юго-восточная Наугольная, юго-западная Тайницкая, и наиболее высокая Караульная. Угловые башни имет четыре, проездные — три яруса боя. Никольские ворота были снабжены бойницами подошвенного боя.

### Острог
К кремлю примыкала вторая линия укреплений — деревянный острог, защищавший городские посады и слободы. Он был построен из сосны в технике рубленого города и имел двенадцать башен. В плане острог представлял собой неправильную фигуру, его стены следовали рельефу местности. С запада и юга укрепления острога тянулись по берегам Осетра и Монастырки, с севера и востока замыкались изломанной дугой. Протяжённость острожных стен составляла около 1619 м. К проездным башням острога через рвы были перекинуты деревянные мосты, на подступах к нему были установлены надолбы и честик. Острог огнил и был снесён к концу XVII века.

## Архитектурный ансамбль

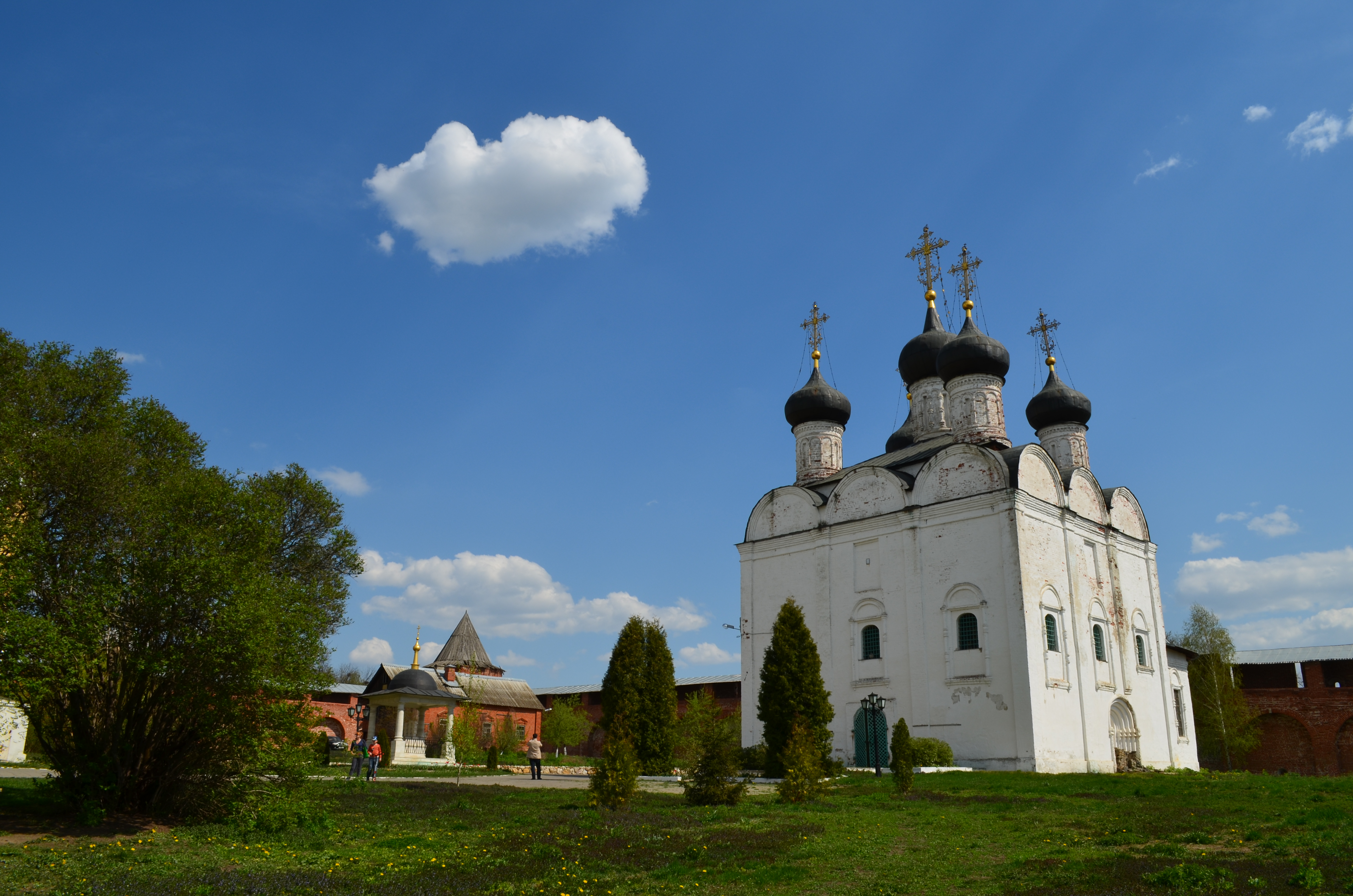
Никольский собор

Архитектурный ансамбль крепости включает в себя Никольский собор XVII века, собор Усекновения главы Иоанна Предтечи начала XX века, а также здание бывших Присутственных мест (духовного училища), где располагаются экспозиции музея. В кремле находится памятник легендарным рязанским князьям Фёдору, Евпраксии и их сыну Иоанну, чьи имена упоминаются в древнерусских Повестях о Николе Зарайском и исстари связываются с Зарайском. В Иоанно-Предтеченском соборе пребывает главная духовная святыня города — чудотворная икона св. Николая Чудотворца (XVI в.).
- Никольский собор (1681).
- Иоанно-Предтеченский собор (1904).
- Здание Зарайского духовного училища (1864).